# México nos Jogos Olímpicos de Inverno de 2022
México participou dos Jogos Olímpicos de Inverno de 2022, realizados em Pequim, na China.
Foi a 10.ª aparição do país em Olimpíadas de Inverno. Foi representado por quatro atletas, sendo três homens e uma mulher.

## Competidores
Esta foi a participação por modalidade nesta edição:
| Esporte             | Masculino | Feminino | Total |
| ------------------- | --------- | -------- | ----- |
| Esqui alpino        | 1         | 1        | 2     |
| Esqui cross-country | 1         | 0        | 1     |
| Patinação artística | 1         | 0        | 1     |
| Total               | 3         | 1        | 4     |

## Desempenho

### Esqui alpino
Masculino
| Atleta          | Evento         | Descida 1 | Descida 1 | Descida 2 | Descida 2 | Total   | Total  | Total | Ref.  |
| Atleta          | Evento         | Tempo     | Pos.      | Tempo     | Pos.      | Tempo   | Dif.   | Pos.  | Ref.  |
| --------------- | -------------- | --------- | --------- | --------- | --------- | ------- | ------ | ----- | ----- |
| Rodolfo Dickson | Slalom gigante | 1:17.32   | 43        | 1:17.27   | 32        | 2:34.59 | +25.24 | 35    | [ 4 ] |

Feminino
| Atleta         | Evento         | Descida 1 | Descida 1 | Descida 2 | Descida 2 | Total   | Total  | Total | Ref.  |
| Atleta         | Evento         | Tempo     | Pos.      | Tempo     | Pos.      | Tempo   | Dif.   | Pos.  | Ref.  |
| -------------- | -------------- | --------- | --------- | --------- | --------- | ------- | ------ | ----- | ----- |
| Sarah Schleper | Slalom gigante | 1:06.42   | 47        | 1:05.53   | 36        | 2:11.95 | +16.26 | 37    | [ 5 ] |
| Sarah Schleper | Super-G        | —         | —         | —         | —         | 1:18.17 | +4.66  | 35    | [ 6 ] |

### Esqui cross-country
Masculino
| Atleta        | Evento         | Final   | Final    | Final | Ref.  |
| Atleta        | Evento         | Tempo   | Dif.     | Pos.  | Ref.  |
| ------------- | -------------- | ------- | -------- | ----- | ----- |
| Jonathan Soto | 15 km clássico | 53:30.0 | +15:35.2 | 94    | [ 7 ] |

### Patinação artística
Masculino
| Atleta           | Evento     | Programa curto | Programa curto | Patinação livre | Patinação livre | Total  | Total | Ref.  |
| Atleta           | Evento     | Pontos         | Pos.           | Pontos          | Pos.            | Pontos | Pos.  | Ref.  |
| ---------------- | ---------- | -------------- | -------------- | --------------- | --------------- | ------ | ----- | ----- |
| Donovan Carrillo | Individual | 79.69          | 19 Q           | 138.44          | 22              | 218.13 | 22    | [ 8 ] |

Legenda
| Recorde mundial      | Recorde mundial (World record)               |                       | Recorde africano                      | Recorde africano (African) |                                           | Q | Classificado por posição (Qualified) |
| Recorde olímpico     | Recorde olímpico (Olympic record)            | Recorde da América    | Recorde da América (Americas)         | q                          | Classificado por melhor tempo (Qualified) |   |                                      |
| Melhor marca do ano  | Melhor marca do ano (World leading)          | Recorde asiático      | Recorde asiático (Asian)              | DNS                        | Não largou (Did not start)                |   |                                      |
| Recorde nacional     | Recorde nacional (National record)           | Recorde europeu       | Recorde europeu (European)            | DNF                        | Não terminou (Did not finish)             |   |                                      |
| Recorde pessoal      | Recorde pessoal do atleta (Personal best)    | Recorde da Oceania    | Recorde da Oceania (Oceania)          | DSQ / DQ                   | Desclassificado (Disqualified)            |   |                                      |
| Recorde da temporada | Recorde da temporada do atleta (Season best) | Recorde sul-americano | Recorde sul-americano (South America) | NM                         | Sem marca (No mark)                       |   |                                      |